# Tachyphyle oubrica
Tachyphyle oubrica là một loài bướm đêm trong họ Geometridae.